# Scissor Sisters (álbum)
Scissor Sisters es el nombre del primer álbum de la banda neoyorquina Scissor Sisters. De dicho disco se han extraído los sencillos "Comfortably Numb" (cover de la canción con el mismo nombre de Pink Floyd), "Laura", "Filthy/Gorgeous", "Take your Mama" y "Mary", y fue el disco mejor vendido en el Reino Unido en el año 2004.

## Lista de canciones
1. "Laura" (Hoffman, Sellards) – 3:36
2. "Take Your Mama" (Hoffman, Sellards) – 4:31
3. "Comfortably Numb" (Pink Floyd cover) (Gilmore, Waters) – 4:25
4. "Mary" (Hoffman, Sellards) – 4:43
5. "Lovers in the Backseat" (Hoffman, Sellards) – 3:15
6. "Tits on the Radio" (Hoffman, Lynch, Sellards) – 3:16
7. "Filthy/Gorgeous" (Hoffman, Lynch, Sellards) – 3:46
8. "Music Is the Victim" (Gruen, Hoffman, Sellards) – 2:57
9. "Better Luck" (Gruen, Hoffman, Sellards) – 3:08
10. "It Can't Come Quickly Enough" (Hoffman, Sellards) – 4:42
11. "Return to Oz" (Hoffman, Sellards) – 4:34

### UK Bonus Track
12. "Untitled (A Message from Ms. Matronic)" (Hoffman, Sellards) – 0:31
13. "The Skins" (Hoffman, Sellards) – 2:55
14. "Get It Get It" (Hoffman, Sellards) – 3:47